# ㇷ゚
「ㇷ゚」は小書き片仮名の「プ」であり、アイヌ語および台湾語仮名と朝鮮語のカナ文字表記で使用される仮名のひとつである。前の音と組み合わせ1モーラを形成する。日本語では使用されない。
「プ」の発音と異なり、プを発音するかしないか（内破音）程度の息が漏れる場合に使用され、音節最後の「p」の発音となる。
台湾語仮名では「ap」「iap」「ip」「op」の場合に使用される。
朝鮮語を仮名で表記する場合、終声の「p」の表現で使用される。

## 文字コードにおける諸事情
- アイヌ語に対応する目的で、JIS X 0213で追加された仮名の一つである。
- 文字コードでは、JIS規格のJIS X 0213の文字集合には「ㇷ゚」の文字が1文字として単独の位置を与えられているが、Unicodeでは単独の位置が与えられなく半濁点との合字で表現する。
- 単純に合字にするだけだと、「ㇷ」と半濁点が離れた位置になってしまうため、2つの文字を基にシステムの内部で変換する必要がある。一般にはシステム内部で別の位置に定義された文字を代わりに表示する手法が取られる。
- ISO/IEC 10646(JIS X 0221:2007)には単独の位置を与えられていないが、名前付きUCS列識別子として「KATAKANA LETTER AINU P」という名称が与えられている。

## ㇷ゚に関わる諸事項
- 発音がイメージしづらいが、英語の「cup」の発音に近い場合に使用されると考えるとわかりやすい。